# August Hygrell
August Wilhelm Hygrell (i riksdagen kallad Hygrell i Lycksele, August W, 5:355), född 27 februari 1848 i Hörby församling, Malmöhus län, död 13 mars 1924 i Kungsholms församling, Stockholms stad, var en svensk jurist och politiker.
Hygrell avlade studentexamen 1868 och hovrättsexamen 1872. Han blev häradshövding i Västerbottens västra domsaga med Lycksele tingslag 1883 och i Lindes domsaga 1894. Som politiker var han ledamot av riksdagens andra kammare 1887 och 1888–1900 och ordförande i Lindesbergs stadsfullmäktige 1887–1907. Som landstingsman var Hygrell ledamot av Västerbottens läns landsting 1886–1905. Han pensionerades 1917 och flyttade då till Stockholm.
Han var gift med Hilda Maria Clareus (1854–1930) och fick i äktenskapet barnen Erik August (1887–1977) samt Gertrud Maria, gift Johnsson (1896–1999). Makarna Hygrell är gravsatta i Gustav Vasa kyrkas kolumbarium vid Odenplan i Stockholm.